# Flusso potenziale incomprimibile
La teoria del flusso potenziale incomprimibile, o spesso in letteratura incompressibile, è una teoria matematica che semplifica notevolmente le equazioni di un flusso di un fluido rispetto alle equazioni di Navier.
Rientrano nella trattazione della teoria del potenziale.
Si basa sulle ipotesi che:
- il flusso sia irrotazionale
- sia incomprimibile (ovvero che la densità si mantenga costante o sia trascurabile la sua variazione)
- siano trascurabili le forze di massa (quali la forza peso ad esempio)
- sia trascurabile la viscosità del flusso.

Assieme alle equazioni di Navier approssimate per lo strato limite o con le equazioni di Eulero, le equazioni del flusso potenziale possono essere usate per risolvere molte situazioni pratiche di flusso sui corpi aerodinamici. Nel caso di flussi bidimensionali le equazioni sono poi particolarmente semplici.

## Equazione di trasporto della vorticità
L'equazione di conservazione della massa (la prima equazione di Navier-Stokes) si scrive:
{\displaystyle {\frac {D\rho }{Dt}}+\rho \nabla \cdot {\vec {V}}=0}
dove il primo termine rappresenta la derivata materiale della densità ed il secondo termine la densità moltiplicata per la divergenza della velocità.
Sotto le ipotesi illustrate all'inizio, in particolare di flusso incomprimibile, la derivata materiale della densità è nulla e quindi l'equazione diventa:
{\displaystyle \nabla \cdot {\vec {V}}=0}
Questo risultato si può a sua volta sostituire nell'equazione di conservazione della quantità di moto (che è un'equazione vettoriale, seconda equazione di Navier-Stokes):
{\displaystyle {\frac {\partial {\vec {V}}}{\partial t}}+{\vec {V}}\cdot \nabla {\vec {V}}=-{\frac {1}{\rho }}\nabla p+\nu \nabla ^{2}{\vec {V}}+{\vec {f}}}
dove il secondo termine rappresenta l'accelerazione di Lagrange, p la pressione, ν la viscosità cinematica e l'ultimo termine rappresenta le forze di massa che sono trascurate per le ipotesi iniziali.
Per comodità possiamo scrivere il secondo termine in un altro modo ricordando l'operazione di prodotto vettoriale di un vettore per un rotore:
{\displaystyle {\vec {V}}\times \left(\nabla \times {\vec {V}}\right)=\nabla {\frac {V^{2}}{2}}-{\vec {V}}\left(\nabla \cdot {\vec {V}}\right)}
esplicitando l'accelerazione di Lagrange:
{\displaystyle {\vec {V}}\left(\nabla \cdot {\vec {V}}\right)=\nabla {\frac {V^{2}}{2}}-{\vec {V}}\times {\vec {\omega }}}
dove si è sostituito al rotore del vettore V il vettore ω vorticità. Sostituendo l'espressione dell'accelerazione di Lagrange così ricavata nell'equazione di conservazione della quantità di moto ed eseguendone il rotore si perviene finalmente all'equazione di trasporto della vorticità:
{\displaystyle {\frac {D{\vec {\omega }}}{Dt}}={\vec {\omega }}\cdot \nabla {\vec {V}}+\nu \nabla ^{2}{\vec {\omega }}}
Sotto le ipotesi introdotte all'inizio il flusso non è viscoso e quindi l'ultimo termine verrà trascurato. Nel caso di flussi bidimensionali anche il primo termine al secondo membro si annullerà a causa del fatto che il prodotto scalare di due vettori normali fra loro (perpendicolari) è nullo. Il risultato finale quindi sarà:
{\displaystyle {\frac {D{\vec {\omega }}}{Dt}}=0}

## Potenziale scalare
Grazie all'ipotesi di flusso irrotazionale si ha:
{\displaystyle {\vec {\omega }}=\nabla \times {\vec {V}}=0}
Ricordando il fatto che il rotore di un gradiente è sempre nullo, possiamo esprimere il vettore V come un gradiente di una certa funzione scalare:
{\displaystyle {\vec {V}}=\nabla \phi }
o, per componenti:
{\displaystyle u={\frac {\partial \phi }{\partial x}}\quad v={\frac {\partial \phi }{\partial y}}\quad w={\frac {\partial \phi }{\partial z}}}
Per il teorema del rotore si ha:
{\displaystyle \iint _{S}\left({\vec {\nabla }}\times {\vec {V}}\right)\cdot d{\vec {S}}=\oint _{\partial S}{\vec {V}}\cdot d{\vec {l}}=\oint _{\partial S}\nabla \phi \cdot d{\vec {l}}=\oint _{\partial S}{\frac {\partial \phi }{\partial l}}dl=\oint _{\partial S}d\phi =0}
che mostra come dφ sia un differenziale esatto, cioè il suo integrale non dipenda dal particolare percorso di integrazione, ma solo dagli estremi. Quindi:
{\displaystyle d\phi ={\frac {\partial \phi }{\partial x}}dx+{\frac {\partial \phi }{\partial y}}dy+{\frac {\partial \phi }{\partial z}}dz=udx+vdy+wdz}

## Potenziale vettore
Ricordando che l'equazione di conservazione della massa, con le ipotesi iniziali, è esprimibile nella forma:
{\displaystyle \nabla \cdot {\vec {V}}=0}
e che la divergenza di un rotore è sempre nulla, è possibile esprimere la velocità del fluido come un rotore di una certa funzione vettoriale a:
{\displaystyle {\vec {V}}=\nabla \times {\vec {a}}}
Questa funzione è chiamata potenziale vettore. Ricordando la definizione di vorticità:
{\displaystyle {\vec {\omega }}=\nabla \times {\vec {V}}=\nabla \times \left(\nabla \times {\vec {a}}\right)=\nabla \left(\nabla \cdot {\vec {a}}\right)-\nabla ^{2}{\vec {a}}}
Come sempre, il potenziale vettore è definito a meno di un gradiente:
{\displaystyle {\vec {a}}={\vec {a}}\,'+\nabla f}
e sostituendo nell'equazione della velocità si ottiene:
{\displaystyle {\vec {V}}=\nabla \times {\vec {a}}=\nabla \times \left({\vec {a}}\,'+\nabla f\right)=\nabla \times {\vec {a}}\,'+\nabla \times \nabla f=\nabla \times {\vec {a}}\,'}
Quindi, essendo la funzione f una funzione arbitraria, sarà possibile scegliere quella particolare funzione f per la quale sia:
{\displaystyle \nabla \cdot {\vec {a}}=0}
e quindi:
{\displaystyle {\vec {\omega }}=\nabla \left(\nabla \cdot {\vec {a}}\right)-\nabla ^{2}{\vec {a}}=-\nabla ^{2}{\vec {a}}}

## Flussi bidimensionali
Si definisce un campo fluidodinamico bidimensionale un campo fluidodinamico dove siano trascurabili le velocità ed i gradienti normali ad un piano, detto piano del moto.

### Funzione di corrente
Nel caso in cui il flusso sia bidimensionale la vorticità possiede una sola componente normale al piano del moto. Se il versore normale al piano è e3 allora questa componente sarà ω3. Per quanto illustrato per il potenziale vettoriale, è possibile porre questa componente uguale ad un laplaciano di una certa funzione scalare che indichiamo con ψ:
{\displaystyle \omega _{3}=-\nabla ^{2}\psi }
Dato che per le ipotesi fatte all'inizio il flusso è irrotazionale la sua vorticità dovrà essere nulla e quindi tale dovrà essere la precedente relazione:
{\displaystyle \nabla ^{2}\psi =0}
Ricordando che
{\displaystyle {\vec {V}}=\nabla \times {\vec {a}}\qquad {\vec {\omega }}=-\nabla ^{2}{\vec {a}}=-\nabla ^{2}\psi {\hat {e}}_{3}}
si ha che
{\displaystyle {\vec {V}}=\nabla \times {\vec {a}}=\nabla \times \left(\psi {\hat {e}}_{3}\right)={\frac {\partial \psi }{\partial y}}\,{\hat {e}}_{1}-{\frac {\partial \psi }{\partial x}}\,{\hat {e}}_{2}+0\,{\hat {e}}_{3}}
ovvero, indicando le componenti secondo gli assi:
{\displaystyle {\begin{cases}u={\frac {\partial \psi }{\partial y}}\\v=-{\frac {\partial \psi }{\partial x}}\\w=0\end{cases}}}
La funzione scalare ψ è detta funzione di corrente. Il suo nome è dovuto alla seguente considerazione: lungo una linea di corrente, per definizione, il valore di tale funzione è costante e quindi:
{\displaystyle d\psi ={\frac {\partial \psi }{\partial x}}dx+{\frac {\partial \psi }{\partial y}}dy=-v\,dx+u\,dy=0}
e quindi:
{\displaystyle {\frac {u}{v}}={\frac {dx}{dy}}}
la precedente espressione indica che una linea di corrente è parallela alla velocità. Dunque le linee di corrente sono impermeabili e la portata che scorre tra due linee di corrente è costante.

## Flusso potenziale
Come è stato presentato più sopra, in un campo fluidodinamico irrotazionale la vorticità è nulla, quindi:
{\displaystyle {\vec {\omega }}=\nabla \times {\vec {V}}=0}
e perciò è possibile esprimere il vettore della velocità come:
{\displaystyle {\vec {V}}=\nabla \phi }
Se il flusso è incompressibile, dall'equazione di conservazione della massa si ottiene:
{\displaystyle \nabla \cdot {\vec {V}}=0}
e quindi, unenedo le due precedenti equazioni:
{\displaystyle \nabla ^{2}\phi =0\,.}
La precedente equazione è detta equazione di Laplace ed è un'equazione lineare, perché tale è l'operatore di Laplace. Pertanto risulta valido il principio di sovrapposizione degli effetti, secondo il quale una combinazione lineare di soluzioni di un'equazione lineare è ancora soluzione dell'equazione, a patto che anche le condizioni al contorno siano anch'esse lineari.
La teoria potenziale utilizza quindi sovrapposizioni di soluzioni semplici per ricavare soluzioni di flussi complessi.

### Flusso uniforme
La soluzione di flusso uniforme, ovvero un flusso con una velocità V∞ formante un angolo α con l'asse delle ascisse si ottiene dalle relazioni:
{\displaystyle {\begin{aligned}u&=V_{\infty }\cos \alpha ={\frac {d\phi }{dx}}={\frac {d\psi }{dy}}\\v&=V_{\infty }\,\mathrm {sen} \,\alpha ={\frac {d\phi }{dy}}=-{\frac {d\psi }{dx}}\end{aligned}}}
da cui:
{\displaystyle {\begin{aligned}d\phi &=udx+vdy=V_{\infty }\cos \alpha \,dx+V_{\infty }\,\mathrm {sen} \,\alpha \,dy\\d\psi &=-vdx+udy=-V_{\infty }\,\mathrm {sen} \,\alpha \,dx+V_{\infty }\cos \alpha \,dy.\end{aligned}}}
Integrandole con le condizioni al contorno {\displaystyle \phi (0;0)=\psi (0;0)=0}, si ottiene il risultato:
{\displaystyle {\begin{aligned}\phi &=V_{\infty }\cos \alpha \,x+V_{\infty }\,\mathrm {sen} \,\alpha \,y\\\psi &=-V_{\infty }\,\mathrm {sen} \,\alpha \,x+V_{\infty }\,\cos \alpha \,y.\end{aligned}}}

### Pozzo o sorgente
Una sorgente o un pozzo è una soluzione dove la velocità dipende unicamente dalla distanza da un punto, per esempio l'origine degli assi, ed è diretta radialmente (cioè verso questo punto oppure in direzione opposta). Per trovare la soluzione è conveniente riferirsi ad un sistema di coordinate polari (o cilindriche). L'equazione di Laplace si trasforma così:
{\displaystyle \nabla ^{2}\phi ={\frac {1}{r}}{\frac {\partial }{\partial r}}\left(r{\frac {\partial \phi }{\partial r}}\right)+{\frac {1}{r^{2}}}{\frac {\partial ^{2}\phi }{\partial \vartheta ^{2}}}=0.}
Dato che la velocità dovrà possedere unicamente direzione radiale, la sua componente tangenziale sarà nulla:
{\displaystyle u_{\vartheta }={\frac {1}{r}}{\frac {\partial \phi }{\partial \vartheta }}=0}
e quindi {\displaystyle \phi =\phi (r)} è funzione solo della coordinata r. L'equazione di Laplace si semplifica perciò in questo modo:
{\displaystyle {\frac {\partial }{\partial r}}\left(r{\frac {\partial \phi }{\partial r}}\right)=0}
Integrando:
{\displaystyle r{\frac {\partial \phi }{\partial r}}=c}
dove c è una costante d'integrazione. Separando le variabili:
{\displaystyle d\phi =c\,{\frac {dr}{r}}\,}
ed integrando nuovamente:
{\displaystyle \phi =c\ln r\,}
dove si è trascurata la seconda costante di integrazione. Quindi:
{\displaystyle u_{r}={\frac {\partial \phi }{\partial r}}={\frac {c}{r}}.}
La costante c è ricavabile dalla portata, definita come:
{\displaystyle Q=\int _{0}^{2\pi }u_{r}\,r\,d\vartheta =\int _{0}^{2\pi }c\,d\vartheta =2\pi c}
dove la portata è definita positiva per una soluzione di sorgente e negativa per una di pozzo. In definitiva si ottiente:
{\displaystyle {\begin{aligned}\phi &={\frac {Q}{2\pi }}\ln r\\\psi &={\frac {Q}{2\pi }}\vartheta .\end{aligned}}}

### Doppietta
La soluzione chiamata doppietta è la sovrapposizione delle soluzioni di pozzo e di sorgente quando questi ultimi sono collocati nello stesso punto e possiedono la stessa intensità. Per arrivare alla soluzione di doppietta si può quindi partire dalla sovrapposizione di una sorgente e di un pozzo ad una certa distanza finita Δx tra loro. Su un punto P qualunque si percepirà il potenziale somma dei potenziali della sorgente e del pozzo:
{\displaystyle \phi (P)={\frac {|Q|}{2\pi }}\ln r_{s}-{\frac {|Q|}{2\pi }}\ln r_{p}={\frac {Q}{2\pi }}\left(\ln r_{s}-\ln r_{p}\right)}
che si può moltiplicare e dividere per la distanza:
{\displaystyle \phi (P)={\frac {Q\Delta x}{2\pi }}{\frac {\left(\ln r_{s}-\ln r_{p}\right)}{\Delta x}}.}
in questo modo si è scritta la soluzione in dipendenza dalla distanza tra pozzo e sorgente. Non resta che far tendere a zero questa distanza, avendo l'accortezza però che rimanga costante il prodotto QΔx: al tendere a zero di Δx le intensità di pozzo e sorgente dovranno tendere ad infinito.
{\displaystyle \lim _{\Delta x\to 0}{\frac {Q\Delta x}{2\pi }}{\frac {\left(\ln r_{s}-\ln r_{p}\right)}{\Delta x}}={\frac {K}{2\pi }}\lim _{\Delta x\to 0}{\frac {\left(\ln r_{s}-\ln r_{p}\right)}{\Delta x}}}
Il limite al secondo membro della precedente equazione è proprio la definizione di derivata del logaritmo naturale:
{\displaystyle {\frac {K}{2\pi }}\lim _{\Delta x\to 0}{\frac {\left(\ln r_{s}-\ln r_{p}\right)}{\Delta x}}={\frac {K}{2\pi }}{\frac {\partial }{\partial x}}\left(\ln r\right)}
Non resta che eseguire la derivata. Ricordando che:
{\displaystyle {\begin{aligned}r&={\sqrt {x^{2}+y^{2}}}\\x&=r\cos \vartheta \\y&=r\,\mathrm {sen} \,\vartheta \end{aligned}}}
si ottiene:
{\displaystyle {\frac {\partial }{\partial x}}\left(\ln r\right)={\frac {\partial }{\partial r}}\left(\ln r\right){\frac {\partial r}{\partial x}}={\frac {1}{r}}{\frac {x}{\sqrt {x^{2}+y^{2}}}}={\frac {\cos \vartheta }{r}}}
e quindi la soluzione del potenziale di doppietta è:
{\displaystyle \phi ={\frac {K}{2\pi }}{\frac {\cos \vartheta }{r}}.}
Dal potenziale si ricavano le componenti della velocità e la funzione di corrente:
{\displaystyle {\begin{aligned}u_{r}&={\frac {\partial \phi }{\partial r}}={\frac {1}{r}}{\frac {\partial \psi }{\partial \vartheta }}=-{\frac {K}{2\pi }}{\frac {\cos \vartheta }{r^{2}}}\\u_{\vartheta }&={\frac {1}{r}}{\frac {\partial \phi }{\partial \vartheta }}=-{\frac {\partial \psi }{\partial r}}=-{\frac {K}{2\pi }}{\frac {\mathrm {sen} \,\vartheta }{r^{2}}}\\\psi &=-{\frac {K}{2\pi }}{\frac {\mathrm {sen} \,\vartheta }{r}}.\end{aligned}}}

### Vortice libero
La soluzione di vortice libero è una particolare soluzione che, in un sistema di coordinate polari, prevede che la componente di velocità radiale sia nulla:
{\displaystyle u_{r}={\frac {\partial \phi }{\partial r}}=0.}
L'equazione di Laplace si trasforma quindi in questo modo:
{\displaystyle \nabla ^{2}\phi ={\frac {1}{r^{2}}}{\frac {\partial ^{2}\phi }{\partial \vartheta ^{2}}}=0\quad \Rightarrow \quad {\frac {\partial ^{2}\phi }{\partial \vartheta ^{2}}}=0}
che integrata una prima volta diviene:
{\displaystyle {\frac {\partial \phi }{\partial \vartheta }}=c}
con c costante di integrazione. Basterà integrare una seconda volta per ottenere il potenziale:
{\displaystyle \phi =c\,\vartheta }
dove, trattandosi di un potenziale, si è trascurata la seconda costante di integrazione. A questo punto è immediato ricavare la velocità tangenziale:
{\displaystyle u_{\vartheta }={\frac {1}{r}}{\frac {\partial \phi }{\partial \vartheta }}={\frac {c}{r}}.}
Per le ipotesi della teoria del flusso potenziale, il flusso deve essere irrotazionale, ovvero possedere una circolazione nulla. Ma osserviamo che, se C è una curva che contiene al suo interno l'origine (il centro del vortice), la quale è un punto di discontinuità in quanto:
{\displaystyle r\rightarrow 0\quad \Rightarrow \quad u_{\vartheta }\rightarrow \infty ,}
allora la circolazione sarà:
{\displaystyle \Gamma =\oint _{C}{\vec {V}}\cdot d{\vec {l}}=\int _{0}^{2\pi }u_{\vartheta }\,r\,d\vartheta =\int _{0}^{2\pi }c\,d\vartheta =2\pi c}
un valore diverso da zero. La circolazione rappresenta l'intensità del vortice e fornisce il valore della costante di integrazione c. La soluzione, ricordando anche la definizione di funzione di corrente, pertanto sarà:
{\displaystyle {\begin{aligned}\phi &={\frac {\Gamma }{2\pi }}\,\vartheta \\\psi &=-{\frac {\Gamma }{2\pi }}\,\ln r.\\\end{aligned}}}

## Paradosso di d'Alembert
Il paradosso di d'Alembert si ottiene sovrapponendo un flusso uniforme ad incidenza nulla con una doppietta. In coordinate polari:
{\displaystyle {\begin{aligned}\phi &=V_{\infty }r\cos \vartheta +{\frac {K}{2\pi }}{\frac {\cos \vartheta }{r}}\\\psi &=V_{\infty }r\,\mathrm {sen} \,\vartheta -{\frac {K}{2\pi }}{\frac {\mathrm {sen} \,\vartheta }{r}}\\\end{aligned}}}
dalle espressioni precedenti si ottengono quelle delle velocità:
{\displaystyle {\begin{aligned}u_{r}&=V_{\infty }\cos \vartheta -{\frac {K}{2\pi }}{\frac {1}{r^{2}}}\cos \vartheta \\u_{\vartheta }&=-V_{\infty }\,\mathrm {sen} \,\vartheta -{\frac {K}{2\pi }}{\frac {1}{r^{2}}}\,\mathrm {sen} \,\vartheta \\\end{aligned}}}
e da queste espressioni è possibile ricavare i valori delle variabili per i quali la velocità si annulla, ovvero il punto di ristagno:
{\displaystyle {\begin{aligned}u_{\vartheta }&=0\quad &\Rightarrow \quad &\vartheta =n\pi \quad n\in \mathbb {Z} \quad &\Rightarrow \quad &\vartheta =0\cup \pi \\u_{r}&=0\quad &\Rightarrow \quad &r={\sqrt {\frac {K}{2\pi V_{\infty }}}}\\\end{aligned}}}
I punti che hanno la coordinata r pari a {\displaystyle {\sqrt {\frac {K}{2\pi V_{\infty }}}}} avranno velocità radiale nulla. Questa soluzione simula quindi un cilindro a base circolare immerso in una corrente uniforme, dal momento che è rispettata la condizione di impermeabilità. Sul corpo in particolare la velocità è:
{\displaystyle {\begin{aligned}u_{r}&=0\\u_{\vartheta }&=-2V_{\infty }\,\mathrm {sen} \,\vartheta \\\end{aligned}}}
Si determina il campo di pressione attorno al corpo simulato usando il teorema di Bernoulli:
{\displaystyle p+{\frac {1}{2}}\rho u_{\vartheta }^{2}=p_{\infty }+{\frac {1}{2}}\rho V_{\infty }^{2}\quad \Rightarrow \quad p-p_{\infty }={\frac {1}{2}}\rho V_{\infty }^{2}\left(1-4\,\mathrm {sen} ^{2}\,\vartheta \right)}
Ed infine, noto l'andamento della pressione sul corpo, è possibile determinare la forza aerodinamica, o meglio delle sue componenti resistenza e portanza, agente sul corpo:
{\displaystyle D=-\int _{0}^{2\pi }\left(p-p_{\infty }\right)\cos \vartheta \,d\vartheta =0}
{\displaystyle L=-\int _{0}^{2\pi }\left(p-p_{\infty }\right)\mathrm {sen} \,\vartheta \,d\vartheta =0\,.}
Si è così ottenuto quello che viene chiamato paradosso di d'Alembert, ovverosia le forze aerodinamiche agenti su di un cilindro immerso in una corrente uniforme sotto le ipotesi della teoria potenziale sono nulle.

## Il teorema di Kutta-Žukovskij
Se alla soluzione trovata precedentemente e che ha portato al paradosso di d'Alembert, si sovrappone quella di vortice libero si ottiene la soluzione:
{\displaystyle {\begin{aligned}u_{r}&=V_{\infty }\cos \vartheta -{\frac {K}{2\pi }}{\frac {1}{r^{2}}}\cos \vartheta \\u_{\vartheta }&=-V_{\infty }\,\mathrm {sen} \,\vartheta -{\frac {K}{2\pi }}{\frac {1}{r^{2}}}\,\mathrm {sen} \,\vartheta +{\frac {\Gamma }{2\pi }}{\frac {1}{r}}\\\end{aligned}}}
Se si applica il teorema di Bernoulli come fatto in precedenza, si ottiengono per la resistenza e per la portanza i seguenti valori:
{\displaystyle {\begin{aligned}D&=0\\L&=-\rho V_{\infty }\Gamma \,.\\\end{aligned}}}
Le precedenti esprimono il teorema di Kutta-Žukovski.